# Кладбище диссидентов
Кладбище диссидентов (исп. Cementerio de Disidentes) находится на холме Пантеон, перед кладбищем № 1 и рядом со старой городской тюрьмой (ныне культурным центром) в Вальпараисо, Чили.
Оно было создано в 1825 году для захоронения останков британцев и других европейцев, чья протестантская вера отличалась от официальной государственной религии того времени — римского католицизма.
В начале XIX века иммигрантов в Вальпараисо, не являвшихся католиками, было запрещено хоронить на католических кладбищах; их хоронили на холме Плайя-Анча или просто бросали в море. В 1823 году британский консул Джордж Сеймур при содействии мэра Роберта Симпсона купил участок земли рядом с городской тюрьмой, чтобы построить специальное кладбище для «диссидентов» (то есть тех, кто не придерживался католической веры).
Кладбище разделено на восемь участков и насчитывает около 800 могил. Большинство захоронений принадлежат иммигрантам британского, немецкого и американского происхождения.
Внутри кладбища № 1 находится памятник американским морякам, погибшим во время битвы при Вальпараисо 1814 года, когда корабль ВМС США «Эссекс» был захвачен английскими кораблями «Херувим» и «Фиби».
Также имеется памятник, посвящённый преподобному Дэвиду Трамбуллу, основателю пресвитерианской церкви города.
В 1883 году религиозная дискриминация на муниципальных кладбищах была отменена. До этого года на кладбище диссидентов также хоронили некатоликов, умерших в других городах, таких как Сантьяго и Ла-Серена.
Кладбище пострадало от землетрясений 1906 и 2010 годов. Реконструкция 2011 года включала открытие нового мемориала «Площадь иммигрантов».